# Батик
Ба́тик — ручная роспись по ткани с использованием резервирующих составов. 
На ткань — шёлк, хлопок, шерсть, синтетику — наносится соответствующая ткани краска. 
Для получения чётких границ на стыке красок используется специальный закрепитель, называемый резерв (резервирующий состав, на основе парафина, бензина, на водной основе — в зависимости от выбранной техники, ткани и красок).
Роспись «батик» издавна известна у народов Индонезии, Индии и др. В Европе — с XX века.
2 октября 2009 г. внесён в список ЮНЕСКО шедевров устного и духовного наследия человечества.

## Происхождение
Батик (индон. batik) в переводе на русский означает «капля воска»; membatik «рисовать, покрывать каплями, штриховать». Техника батик основана на том, что парафин, резиновый клей, а также некоторые другие смолы и лаки, будучи нанесёнными на ткань, не пропускают через себя краску — или, как говорят художники, резервируют от окраски отдельные участки ткани.

## Технология
Существует несколько видов батика — горячий, холодный, свободная роспись. Они отличаются способом резервирования ткани. 
В российской традиции к батику также относят окрашивание связанной и скрученной ткани (тай-дай) (например, узелковый способ).

### Горячий батик
В качестве резерва в горячем батике используется воск. Воск наносится с помощью специального инструмента, называемого чантингом. Места, покрытые воском, не поглощают краску, а также ограничивают её распространение. Горячий батик называется горячим потому, что воск используется в «горячем» расплавленном виде. 
1. На ткань, расстеленную на столе с эластичной прорезиненной поверхностью, ставится тяжёлый медный трафарет, который закрывает те части ткани, который на данном этапе будут подвергнуты окраске и оставляет открытыми те места, которые окраске не подлежат. Предварительно на ткань может быть вручную нанесён орнамент, который станет частью окончательного изображения, либо разметка для облегчения позиционирования трафаретов.
2. В трафарет заливается расплавленный воск, который пропитывает открытые части ткани, делая их нечувствительными к красителю.
3. Когда воск затвердевает, ткань погружают в краситель, в результате чего непропитанные воском части ткани окрашиваются.
4. Далее ткань освобождают от воска, частично срезая его специальным ножом, частично путём кипячения ткани в горячей воде.
5. Тот же самый процесс повторяется для окрашивания ткани другими цветами

- Работа в технике горячий батик («Купание в ТаГа-Дымскую ночь»)
- «Гранат»
- «Бар»

### Холодный батик
Холодный батик, также называемый европейским, в большей мере используется при нанесении краски на шёлк, хотя возможно использовать и другие ткани. Холодный батик относится к европейской модификации классических техник. В технике холодного батика используют краски на основе анилина. При этом роль резерва выполняет специальный материал. 

### Свободная роспись
Техника свободной росписи получила значительное распространение, так как она выявляет своеобразие почерка каждого художника и индивидуальную неповторимость произведений, свойственную ручному труду. Свободная роспись по тканям из натурального шёлка и хлопка производится в основном анилиновыми красителями (иногда с различными загустителями), а также масляными красками с растворителями. Особенно интересные результаты получаются от сочетания свободной росписи с контурной наводкой и отделкой резервирующим составом.

### Свободная роспись с применением солевого раствора
Сущность этого способа состоит в следующем: натянутую на раму ткань, в зависимости от характера рисунка, либо пропитывают водным раствором поваренной соли и после высыхания расписывают, либо роспись ведут красками из основных красителей, в которые введён раствор поваренной соли. Все это ограничивает растекаемость краски по ткани, даёт возможность выполнять рисунки свободными мазками, варьируя форму и степень насыщенности цветом. Свободную роспись красками с введением в них солевого раствора можно сочетать с обычной росписью холодным батиком. Для этого некоторые части рисунка выполняют свободной росписью с доработкой графическим рисунком, а фоновые перекрытия производят на участках, ограниченных резервирующим составом.

### Техника сибори
«Сибори» — так называемый складной батик. Строго говоря, сибори, как и все разновидности тай-дай, к батику не относится. Это другой вариант резервирующего окрашивания. Результат в нём достигается путём перевязывания и окрашивания, но более предсказуем, так как ткань складывается определённым образом. Эта техника имеет японские корни.

### Техника «бандан»
Техника узелкового батика («бандан») — индийский вариант «тай-дай». Один из его видов — техника «планги» — был распространён в Индии. Неокрашенное полотно покрывали по схеме узора очень маленькими узелками, крепко перевязывая нитью. Потом ткань окрашивали и удаляли нити, в результате образовывался узор из белых «Горохов». При необходимости подобным образом можно было окрасить ткань несколько раз, удаляя старые узелки и добавляя новые. С высушенной ткани убирали перевязочные нити, но не гладили готовое изделие, благодаря чему долгое время сохранялся эффект «жатости».
В наше время под узелковой росписью подразумевают более простые варианты. Например, узор в виде круга («солнышко») или нескольких кругов. При окрашивании сухой ткани можно получить более резкую границу красителя и неокрашенного полотна, если же ткань влажная (смоченная и хорошо отжатая) — более плавные границы перехода.

## Батик в африканской культуре
Батик, изначально возникший в Яве в XVI веке, был адаптирован голландцами в XVII веке и впоследствии распространен в Западной Африке через торговые связи в XIX веке. Эта техника окрашивания тканей трансформировалась в важный элемент африканской культурной идентичности, где памятные текстили стали мощным средством коммуникации, отражающим социальный статус, политическую власть и экономическое положение. В современной Африке батик выполняет функцию хранителя коллективной памяти, используясь для коммеморации важных событий, чествования лидеров и передачи культурного наследия между поколениями. Несмотря на европейское происхождение технологии, африканские ткани с батиком приобрели уникальные местные черты, став символами "африканскости" и инструментом формирования как официальной, так и народной культурной памяти.

## Галерея
- Древнейшие узоры батика в яванской рукописи